# Rote Gourmet Fraktion: Kochen für Rockstars
Rote Gourmet Fraktion: Kochen für Rockstars ist ein Buch von Jörg Raufeisen, Olaf (Ole) Plogstedt und Hollow Skai. Es wurde im Jahre 2004 veröffentlicht und handelt von dem Cateringservice Rote Gourmet Fraktion (RGF). Im Buch wird teilweise anekdotenhaft über die Erlebnisse der Rote Gourmet Fraktion berichtet, die bekannte Musikgruppen auf Tournee begleitete und sich um das leibliche Wohl der Künstler kümmerte. Es enthält Gastbeiträge von Rodrigo González und Dietmar Wischmeyer.

## Hintergrund
Regelmäßig begleitete die RGF bekannte deutsche Bands wie Die Ärzte, Die Toten Hosen, Rammstein, Rosenstolz, Die Fantastischen Vier und Fury in the Slaughterhouse auf Tournee. Auch internationale Künstler wie Warren G oder Courtney Loves Band Hole waren vertreten. Der Name wie auch das Logo sind in Anlehnung an die RAF entstanden; das Logo ist ein roter Stern, auf dem anstatt einer Maschinenpistole ein Küchenmesser abgebildet ist.

## Inhalt
Das Buch beginnt Ende der 1980er Jahre. Jörg Raufeisen und Olaf Plogstedt lernten sich zu dieser Zeit im Berliner Steigenberger Hotel kennen, in dem Plogstedt gerade seine Ausbildung als Koch absolvierte und Raufeisen als Pâtissier anheuerte. Nach dem Fall der Berliner Mauer kündigten beide ihre Stellen in der Hotelküche des Steigenberger Hotels und zogen nach Hamburg, wo sie in unterschiedlichen Restaurants arbeiteten.
Gemeinsam gründeten die beiden die Rote Gourmet Fraktion und veranstalteten Heiligabend 1992 gemeinsam mit der Band Prollhead ihr erstes Catering. Mit geliehenen 60.000 DM wurde die Rote Gourmet Fraktion am 1. Mai 1993 offiziell gegründet. Nach weiteren kleinen Engagements wurde sie dann von Bela B., dem Schlagzeuger der Berliner Band Die Ärzte, für die im gleichen Jahr stattfindende Comeback-Tour der Band verpflichtet.
In ihrem Buch berichteten Raufeisen und Plogstedt über ihren Hang zum Bizarren, indem sie ihr Buffet mit Horrorrequisiten wie Totenschädeln, Nachbildungen von Rieseninsekten oder Attrappen von Beinstümpfen garnierten oder den Weihnachtsbaum mit Tampons schmückten, was eigenen Angaben zufolge nicht selten zu Missverständnissen führte. Zu den Kreationen gehören Gerichte wie „Nasentampon mit Artischocke“, „Ratten in Rollsplit“, „Junkfisch“ oder „Gummibärchenlasagne auf Pflastersteinen“.

## Bewertung
Die Neue Musikzeitung urteilt, diese „Autobiographie einer Firma“ gebe „[s]üffisant-ironisch, hanseatisch distanziert und mit der richtigen Portion Selbstkritik … einen nicht anbiedernden Einblick ins Popgeschäft“ und empfiehlt das Buch, da es kreativ in eine kaum beachtete Branche einführe.

## Ausgabe
- Ole Plogstedt und Jörg Raufeisen mit Hollow Skai: Rote Gourmet Fraktion: Kochen für Rockstars (= KiWi. Bd. 834). Kiepenheuer & Witsch, Köln 2004, ISBN 3-462-03397-2.

## Belege
1. ↑  Sven Ferchow: Auf Reisen mit den Stars und Sternchen. In: Neue Musikzeitung. Jahrgang 53, 2004, Nr. 7.